# 長尾足溝魚
長尾足溝魚為輻鰭魚綱鮋形目杜父魚亞目八角魚科的其中一種，為溫帶海水魚，分布於西北太平洋薩哈林島、鄂霍次克海北部海域，棲息深度10-605公尺，體長可達28公分，棲息在底層水域，生活習性不明。

## 扩展阅读
維基物種上的相關：長尾足溝魚